# Tour de France 2025/17. Etappe
Die 17. Etappe der Tour de France 2025 fand am 23. Juli 2025 statt und führte die 112. Austragung des französischen Etappenrennens entlang der Rhone in Richtung Norden. Der Start erfolgte in Bollène, ehe es über 160,4 Kilometer nach Valence ging. Nach der Zielankunft hatten die Fahrer insgesamt 2720,9 Kilometer absolviert, was 81,49 % der Gesamtdistanz entsprach.

## Streckenführung
Der neutralisierte Start erfolgte in Bollène, ehe das Rennen auf der D26 in der Gemeinde Mondragon freigegeben wurde.
Nach dem offiziellen Start führte die Strecke über die D152 und D206 auf den Col de l’Aspre, der nach rund 10 Kilometern kurz vor Rochegude passiert wurde. Dann drehte die Fahrtrichtung gen Norden und es ging über Suze-la-Rousse, Grignan und Taulignan leicht bergauf nach Roche-Saint-Secret-Béconne, wo der Zwischensprint bei Kilometer 47,9 ausgefahren wurde. Nachdem Dieulefit durchfahren wurde, begann die Straße auf der D538 stärker anzusteigen und es ging auf den Col du Pertuis (632 m). Dort wurde nach 66,3 Kilometern eine Bergwertung der 4. Kategorie abgenommen, bevor es auf einem kurzen Plateau auf den etwas höheren Col de Boutière ging. Die anschließende Abfahrt führte nach Bourdeaux, ehe die Strecke über Saou nach Sauzet nahe Montélimar führte. Auf der D105 begann  die Straße dann wieder anzusteigen. Mit dem Col de Tartaiguille (406 m) wurde nach 117 Kilometern eine weitere Bergwertung der 4. Kategorie überquert. Diese wies auf einer Länge von 3,6 Kilometern eine durchschnittliche Steigung von 3,5 % auf. Die anschließende Abfahrt führte nach Grane, bevor die Drôme überquert wurde und es über Allex, Montoison, Montmeyran und Chabeuil zum Zielort Valence ging.
Valence wurde dabei über die D68 erreicht. Im Anschluss ging es auf der Avenue de Chabeuil in Richtung Zentrum, ehe die Fahrer rund 700 Meter vor dem Ziel links auf den Boulevard Franklin Roosevelt abbogen.
|                            | Ort                        | Kilometer | Länge (km) | Höhe (m) | Ø Steigung | max. Steigung |
| -------------------------- | -------------------------- | --------- | ---------- | -------- | ---------- | ------------- |
| neutralisierter Start      | Bollène                    |           |            |          |            |               |
| offizieller Start          | Mondragon (D26)            | 0         |            |          |            |               |
| Zwischensprint             | Roche-Saint-Secret-Béconne | 47,9      |            |          |            |               |
| Bergwertung (4. Kategorie) | Col du Pertuis             | 66,3      | 3,7        | 632      | 6,6 %      | unbekannt     |
| Bergwertung (4. Kategorie) | Col de Tartaiguille        | 117       | 3,6        | 406      | 3,5 %      | unbekannt     |
| Ziel                       | Valence                    | 160,4     |            |          |            |               |

## Ergebnis
| \| Etappenergebnis \| Etappenergebnis \| Etappenergebnis \| Etappenergebnis \| Etappenergebnis \| \| Fahrer \| Fahrer \| Land \| Team \| Zeit \| \| --------------- \| -------------------- \| --------------- \| ----------------------- \| --------------- \| \| 1. \| Jonathan Milan \| Italien \| Lidl-Trek \| 3 h 25 min 30 s \| \| 2. \| Jordi Meeus \| Belgien \| Red Bull-Bora-Hansgrohe \| + 0 s \| \| 3. \| Tobias Lund Andresen \| Dänemark \| Team Picnic-PostNL \| + 0 s \| \| 4. \| Arnaud De Lie \| Belgien \| Lotto \| + 0 s \| \| 5. \| Davide Ballerini \| Italien \| XDS Astana Team \| + 0 s \| \| 6. \| Alberto Dainese \| Italien \| Tudor Pro Cycling Team \| + 0 s \| \| 7. \| Paul Penhoët \| Frankreich \| Groupama-FDJ \| + 0 s \| \| 8. \| Jewgeni Fjodorow \| Kasachstan \| XDS Astana Team \| + 0 s \| \| 9. \| Clément Russo \| Frankreich \| Groupama-FDJ \| + 0 s \| \| 10. \| Jasper Stuyven \| Belgien \| Lidl-Trek \| + 0 s \| |                      |            |                         |                 |
| |                      |            |                         |                 |
| Quellen: ProCyclingStats Cycling Quotient |                      |            |                         |                 |
| Etappenergebnis |                      |            |                         |                 |
| Fahrer | Fahrer               | Land       | Team                    | Zeit            |
| 1. | Jonathan Milan       | Italien    | Lidl-Trek               | 3 h 25 min 30 s |
| 2. | Jordi Meeus          | Belgien    | Red Bull-Bora-Hansgrohe | + 0 s           |
| 3. | Tobias Lund Andresen | Dänemark   | Team Picnic-PostNL      | + 0 s           |
| 4. | Arnaud De Lie        | Belgien    | Lotto                   | + 0 s           |
| 5. | Davide Ballerini     | Italien    | XDS Astana Team         | + 0 s           |
| 6. | Alberto Dainese      | Italien    | Tudor Pro Cycling Team  | + 0 s           |
| 7. | Paul Penhoët         | Frankreich | Groupama-FDJ            | + 0 s           |
| 8. | Jewgeni Fjodorow     | Kasachstan | XDS Astana Team         | + 0 s           |
| 9. | Clément Russo        | Frankreich | Groupama-FDJ            | + 0 s           |
| 10. | Jasper Stuyven       | Belgien    | Lidl-Trek               | + 0 s           |

## Gesamtstände
| \| Gesamtwertung \| Gesamtwertung \| Gesamtwertung \| Gesamtwertung \| Gesamtwertung \| \| Fahrer \| Fahrer \| Land \| Team \| Zeit \| \| ------------- \| -------------------------- \| ---------------------- \| -------------------------- \| ---------------- \| \| 1. \| Tadej Pogačar \| Slowenien \| UAE Team Emirates XRG \| 61 h 50 min 16 s \| \| 2. \| Jonas Vingegaard \| Dänemark \| Team Visma \\| Lease a Bike \| + 4 min 15 s \| \| 3. \| Florian Lipowitz \| Deutschland \| Red Bull-Bora-Hansgrohe \| + 9 min 03 s \| \| 4. \| Oscar Onley \| Vereinigtes Königreich \| Team Picnic-PostNL \| + 11 min 04 s \| \| 5. \| Primož Roglič \| Slowenien \| Red Bull-Bora-Hansgrohe \| + 11 min 42 s \| \| 6. \| Kévin Vauquelin \| Frankreich \| Arkéa-B&B Hotels \| + 13 min 20 s \| \| 7. \| Felix Gall \| Österreich \| Decathlon-AG2R La Mondiale \| + 14 min 50 s \| \| 8. \| Tobias Halland Johannessen \| Norwegen \| Uno-X Mobility \| + 17 min 01 s \| \| 9. \| Ben Healy \| Irland \| EF Education-EasyPost \| + 17 min 52 s \| \| 10. \| Carlos Rodríguez \| Spanien \| Ineos Grenadiers \| + 20 min 45 s \| |                            |                        |                            |                  |
| |                            |                        |                            |                  |
| Quellen: ProCyclingStats Cycling Quotient |                            |                        |                            |                  |
| Gesamtwertung |                            |                        |                            |                  |
| Fahrer | Fahrer                     | Land                   | Team                       | Zeit             |
| 1. | Tadej Pogačar              | Slowenien              | UAE Team Emirates XRG      | 61 h 50 min 16 s |
| 2. | Jonas Vingegaard           | Dänemark               | Team Visma \| Lease a Bike | + 4 min 15 s     |
| 3. | Florian Lipowitz           | Deutschland            | Red Bull-Bora-Hansgrohe    | + 9 min 03 s     |
| 4. | Oscar Onley                | Vereinigtes Königreich | Team Picnic-PostNL         | + 11 min 04 s    |
| 5. | Primož Roglič              | Slowenien              | Red Bull-Bora-Hansgrohe    | + 11 min 42 s    |
| 6. | Kévin Vauquelin            | Frankreich             | Arkéa-B&B Hotels           | + 13 min 20 s    |
| 7. | Felix Gall                 | Österreich             | Decathlon-AG2R La Mondiale | + 14 min 50 s    |
| 8. | Tobias Halland Johannessen | Norwegen               | Uno-X Mobility             | + 17 min 01 s    |
| 9. | Ben Healy                  | Irland                 | EF Education-EasyPost      | + 17 min 52 s    |
| 10. | Carlos Rodríguez           | Spanien                | Ineos Grenadiers           | + 20 min 45 s    |

| Punktewertung | Punktewertung    | Punktewertung          | Punktewertung              | Punktewertung |
| Fahrer        | Fahrer           | Land                   | Team                       | Punkte        |
| ------------- | ---------------- | ---------------------- | -------------------------- | ------------- |
| 1.            | Jonathan Milan   | Italien                | Lidl-Trek                  | 312 P.        |
| 2.            | Tadej Pogačar    | Slowenien              | UAE Team Emirates XRG      | 240 P.        |
| 3.            | Biniam Girmay    | Eritrea                | Intermarché-Wanty          | 179 P.        |
| 4.            | Tim Merlier      | Belgien                | Soudal Quick-Step          | 156 P.        |
| 5.            | Jonas Vingegaard | Dänemark               | Team Visma \| Lease a Bike | 150 P.        |
| 6.            | Anthony Turgis   | Frankreich             | Team TotalEnergies         | 139 P.        |
| 7.            | Jonas Abrahamsen | Norwegen               | Uno-X Mobility             | 130 P.        |
| 8.            | Arnaud De Lie    | Belgien                | Lotto                      | 110 P.        |
| 9.            | Quinn Simmons    | Vereinigte Staaten     | Lidl-Trek                  | 100 P.        |
| 10.           | Oscar Onley      | Vereinigtes Königreich | Team Picnic-PostNL         | 91 P.         |

| Bergwertung | Bergwertung            | Bergwertung | Bergwertung                | Bergwertung |
| Fahrer      | Fahrer                 | Land        | Team                       | Punkte      |
| ----------- | ---------------------- | ----------- | -------------------------- | ----------- |
| 1.          | Tadej Pogačar          | Slowenien   | UAE Team Emirates XRG      | 60 P.       |
| 2.          | Lenny Martinez         | Frankreich  | Bahrain Victorious         | 60 P.       |
| 3.          | Thymen Arensman        | Niederlande | Ineos Grenadiers           | 48 P.       |
| 4.          | Jonas Vingegaard       | Dänemark    | Team Visma \| Lease a Bike | 45 P.       |
| 5.          | Michael Woods          | Kanada      | Israel-Premier Tech        | 38 P.       |
| 6.          | Valentin Paret-Peintre | Frankreich  | Soudal Quick-Step          | 36 P.       |
| 7.          | Ben Healy              | Irland      | EF Education-EasyPost      | 35 P.       |
| 8.          | Florian Lipowitz       | Deutschland | Red Bull-Bora-Hansgrohe    | 24 P.       |
| 9.          | Michael Storer         | Australien  | Tudor Pro Cycling Team     | 19 P.       |
| 10.         | Bruno Armirail         | Frankreich  | Decathlon-AG2R La Mondiale | 15 P.       |

| Nachwuchswertung | Nachwuchswertung   | Nachwuchswertung       | Nachwuchswertung        | Nachwuchswertung  |
| Fahrer           | Fahrer             | Land                   | Team                    | Zeit              |
| ---------------- | ------------------ | ---------------------- | ----------------------- | ----------------- |
| 1.               | Florian Lipowitz   | Deutschland            | Red Bull-Bora-Hansgrohe | 61 h 59 min 19 s  |
| 2.               | Oscar Onley        | Vereinigtes Königreich | Team Picnic-PostNL      | + 2 min 01 s      |
| 3.               | Kévin Vauquelin    | Frankreich             | Arkéa-B&B Hotels        | + 4 min 17 s      |
| 4.               | Ben Healy          | Irland                 | EF Education-EasyPost   | + 8 min 49 s      |
| 5.               | Carlos Rodríguez   | Spanien                | Ineos Grenadiers        | + 11 min 42 s     |
| 6.               | Ilan Van Wilder    | Belgien                | Soudal Quick-Step       | + 1 h 16 min 24 s |
| 7.               | Romain Grégoire    | Frankreich             | Groupama-FDJ            | + 1 h 22 min 28 s |
| 8.               | Raúl García Pierna | Spanien                | Arkéa-B&B Hotels        | + 1 h 22 min 52 s |
| 9.               | Joseph Blackmore   | Vereinigtes Königreich | Israel-Premier Tech     | + 1 h 46 min 08 s |
| 10.              | Alex Baudin        | Frankreich             | EF Education-EasyPost   | + 1 h 52 min 34 s |

| Mannschaftswertung | Mannschaftswertung              | Mannschaftswertung           | Mannschaftswertung |
| Team               | Team                            | Land                         | Zeit               |
| ------------------ | ------------------------------- | ---------------------------- | ------------------ |
| 1.                 | Team Visma \| Lease a Bike      | Niederlande                  | 186 h 15 min 24 s  |
| 2.                 | UAE Team Emirates XRG           | Vereinigte Arabische Emirate | + 15 min 50 s      |
| 3.                 | Red Bull-BORA-hansgrohe         | Deutschland                  | + 48 min 11 s      |
| 4.                 | Arkéa-B&B Hotels                | Frankreich                   | + 56 min 35 s      |
| 5.                 | Decathlon AG2R La Mondiale Team | Frankreich                   | + 1 h 16 min 22 s  |
| 6.                 | Ineos Grenadiers                | Vereinigtes Königreich       | + 1 h 47 min 55 s  |
| 7.                 | XDS Astana Team                 | Kasachstan                   | + 1 h 54 min 47 s  |
| 8.                 | Groupama-FDJ                    | Frankreich                   | + 1 h 56 min 42 s  |
| 9.                 | Movistar Team                   | Spanien                      | + 2 h 00 min 00 s  |
| 10.                | Team Picnic-PostNL              | Niederlande                  | + 2 h 26 min 05 s  |

## Ausgeschiedene Fahrer
- Danny van Poppel (Red Bull-Bora-hansgrohe): wegen privaten Gründen (Geburt der Tochter) nicht gestartet[2][3]